# Laurent Vissière
Pour les articles homonymes, voir Vissière.
Ne doit pas être confondu avec Laurent Veyssière.
Laurent Vissière (né en 1971) est un historien français.
Il est spécialiste du Moyen Âge tardif.

## Biographie

### Origines et formation
Né le 31 mai 1971 à Marseille, dans les Bouches-du-Rhône, Laurent Vissière est le fils d'Isabelle et Jean-Louis Vissière.
Ancien élève de l'École normale supérieure (promotion L1993), il est agrégé d'histoire (1997),
archiviste paléographe (promotion 2000) et docteur en histoire (2001).

### Carrière
Après avoir été maître de conférences en histoire médiévale à l'université Paris-IV, il a été élu professeur à l'université d'Angers (2021).
Il a été membre junior de l'Institut universitaire de France (2011-2015).
Il est secrétaire adjoint de la Société de l'histoire de France (chargé de l'Annuaire-bulletin de la Société de l'histoire de France), membre du conseil d'administration de la Société française d'archéologie, vice-président du conseil d'administration de la Société de l'histoire et du patrimoine de l'ordre de Malte et membre du comité éditorial d'Historia.

## Travaux
Ses premières recherches ont porté sur la période des guerres d'Italie et sur le faisceau de liens et d'influences, tant politiques, militaires que culturels unissant le royaume de France et la péninsule italienne.
Il s'intéresse à plusieurs domaines historiques distincts, notamment les relations épistolaires (depuis 2010, il a ainsi co-dirigé avec Bruno Dumézil un cycle de colloques internationaux consacré à l'épistolaire politique), et les questions touchant le paysage sonore médiéval. Dans ce registre, il a consacré toute une recherche aux cris de Paris au Moyen Âge et travaille actuellement sur les chansons d'actualité et les chansons militaires.
Dans le cadre d'une thèse de HdR, il étudie la vie des populations assiégées à la fin du Moyen Âge. Il a déjà consacré à l'histoire obsidionale plusieurs livres (1513. L’année terrible. Le siège de Dijon ; « Tous les deables d’Enfer », Relations du siège de Rhodes par les Ottomans en 1480) et de nombreux articles.

## Publications
- ‘Sans poinct sortir hors de l’orniere’ : Louis II de La Trémoille (1460-1525), Paris, Honoré Champion, coll. « Études d’histoire médiévale » (no 11), 2008, 613 p. (présentation en ligne), [présentation en ligne], [présentation en ligne], [présentation en ligne].
- Les Louenges du roy Louys XIIe de ce nom de Claude de Seyssel, édition scientifique avec Patricia Eichel-Lojkine, Genève, Droz, 2009.
- Défendre ses droits, construire sa mémoire. Les chartriers seigneuriaux (XIIIe – XXIe siècles), Actes du colloque de Thouars (8-10 juin 2006), dir. avec Philippe Contamine, Paris, 2010.
- Laurent Vissière (dir.), Alain Marchandisse (dir.) et Jonathan Dumont (dir.), 1513, l'année terrible : le siège de Dijon, Dijon, Éditions Faton, 2013, 250 p. (ISBN 978-2-87844-175-8, présentation en ligne).
- « Tous les diables d’Enfer », Relations du siège de Rhodes par les Ottomans en 1480,  avec Jean-Bernard de Vaivre, Genève, Droz, 2014.
- Les paysages sonores du Moyen Âge à la Renaissance, avec Laurent Hablot, Rennes, PUR, 2015.
- Le feu et la folie. L’irrationnel et la guerre (fin du Moyen Âge-1920), avec Marion Trévisi, Rennes, PUR, 2016.
- Gouverner par les lettres (Épistolaire politique I), avec Bruno Dumézil, Paris, PUPS, 2014.
- Authentiques et autographes (Épistolaire politique II), avec Bruno Dumézil, Paris, PUPS, 2016.
- Art de la lettre et lettre d’art (Épistolaire politique III), avec Paolo Cammarosano, Bruno Dumézil et Stéphane Gioanni, Udine, CERM-EFR, 2016.
- Gautier Alban, Vissière Laurent, « Les séries télévisées, entre Moyen Âge et médiévalisme », Médiévales, 2020/1 (n° 78), p. 5-12.
- Lettres et réseaux (Épistolaire politique IV), avec Bruno Dumézil, éd. Le Moyen Âge, t. 126/3-4 (2020).
- Lettres et conflits (Épistolaire politique V), avec Bruno Dumézil et Thomas Deswarte, Madrid, 2021.
- Bayard ignoré. Une figure européenne de l’humanisme guerrier, avec Benjamin Deruelle, Tours, Presses de l’Université François Rabelais de Tours, collection « Renaissance », 2021.

## Prix
- Prix Gobert 2010 de l'Académie des inscriptions et belles-lettres pour '‘Sans poinct sortir hors de l’orniere’. Louis II de La Trémoille (1460-1525).
- Lauréat 2022 de la Fondation pour les sciences sociales.